# Sibelis Veranes
Sibelis Veranes Morell (Santiago de Cuba, 5 de febrero de 1974) es una deportista cubana que compitió en judo.
Participó en los Juegos Olímpicos de Sídney 2000, obteniendo una medalla de oro en la categoría de –70 kg. En los Juegos Panamericanos de 1999 consiguió una medalla de oro.
Ganó una medalla de oro en el Campeonato Mundial de Judo de 1999 y cuatro medallas de oro en el Campeonato Panamericano de Judo entre los años 1996 y 2002.

## Palmarés internacional
| Juegos Olímpicos        | Juegos Olímpicos                | Juegos Olímpicos | Juegos Olímpicos |
| Año                     | Lugar                           | Medalla          | Categoría        |
| ----------------------- | ------------------------------- | ---------------- | ---------------- |
| 2000                    | Sídney (Australia)              | Medalla de oro   | –70 kg           |
| Campeonato Mundial      |                                 |                  |                  |
| Año                     | Lugar                           | Medalla          | Categoría        |
| 1999                    | Birmingham (Reino Unido)        | Medalla de oro   | –70 kg           |
| Juegos Panamericanos    |                                 |                  |                  |
| Año                     | Lugar                           | Medalla          | Categoría        |
| 1999                    | Winnipeg (Canadá)               | Medalla de oro   | –70 kg           |
| Campeonato Panamericano |                                 |                  |                  |
| Año                     | Lugar                           | Medalla          | Categoría        |
| 1996                    | San Juan (Puerto Rico)          | Medalla de oro   | –66 kg           |
| 1997                    | Guadalajara (México)            | Medalla de oro   | –66 kg           |
| 1998                    | Santo Domingo (Rep. Dominicana) | Medalla de oro   | –70 kg           |
| 2002                    | Santo Domingo (Rep. Dominicana) | Medalla de oro   | –70 kg           |